# Bisdom Tuticorin
Het bisdom Tuticorin (Latijn: Dioecesis Tuticorensis) is een rooms-katholiek bisdom met als zetel Thoothukudi (voorheen Tuticorin geheten), in India. Het bisdom is suffragaan aan het aartsbisdom Madurai. 

## Geschiedenis
Het bisdom werd opgericht op 12 juni 1923, uit delen van het bisdom Trichinopoly, en was suffragaan aan het aartsbisdom Bombay. Op 19 september 1953 wisselde het van kerkprovincie en werd suffragaan aan het aartsbisdom Madurai.

## Parochies
Het bisdom had in 2022 een oppervlakte van 6.440 km2 en telde 2.811.000 inwoners waarvan 15,6% rooms-katholiek was.

## Bisschoppen
- Francis Tiburtius Roche (12 juni 1923 - 26 juni 1953)
- Thomas Fernando (26 juni 1953 - 23 november 1970; coadjutor sinds 25 juni 1950)
- Ambrose Mathalaimuthu (30 augustus 1971 - 6 december 1979)
- Siluvaimathu Teresanathan Amalnather (29 november 1980 - 8 december 1999)
- Peter Fernando (8 december 1999 - 22 maart 2003; coadjutor sinds 23 februari 1996)
- Yvon Ambroise (1 april 2005 - 17 januari 2019)
- Stephen Antony Pillai (17 januari 2019 - heden)

## Galerij van afbeeldingen

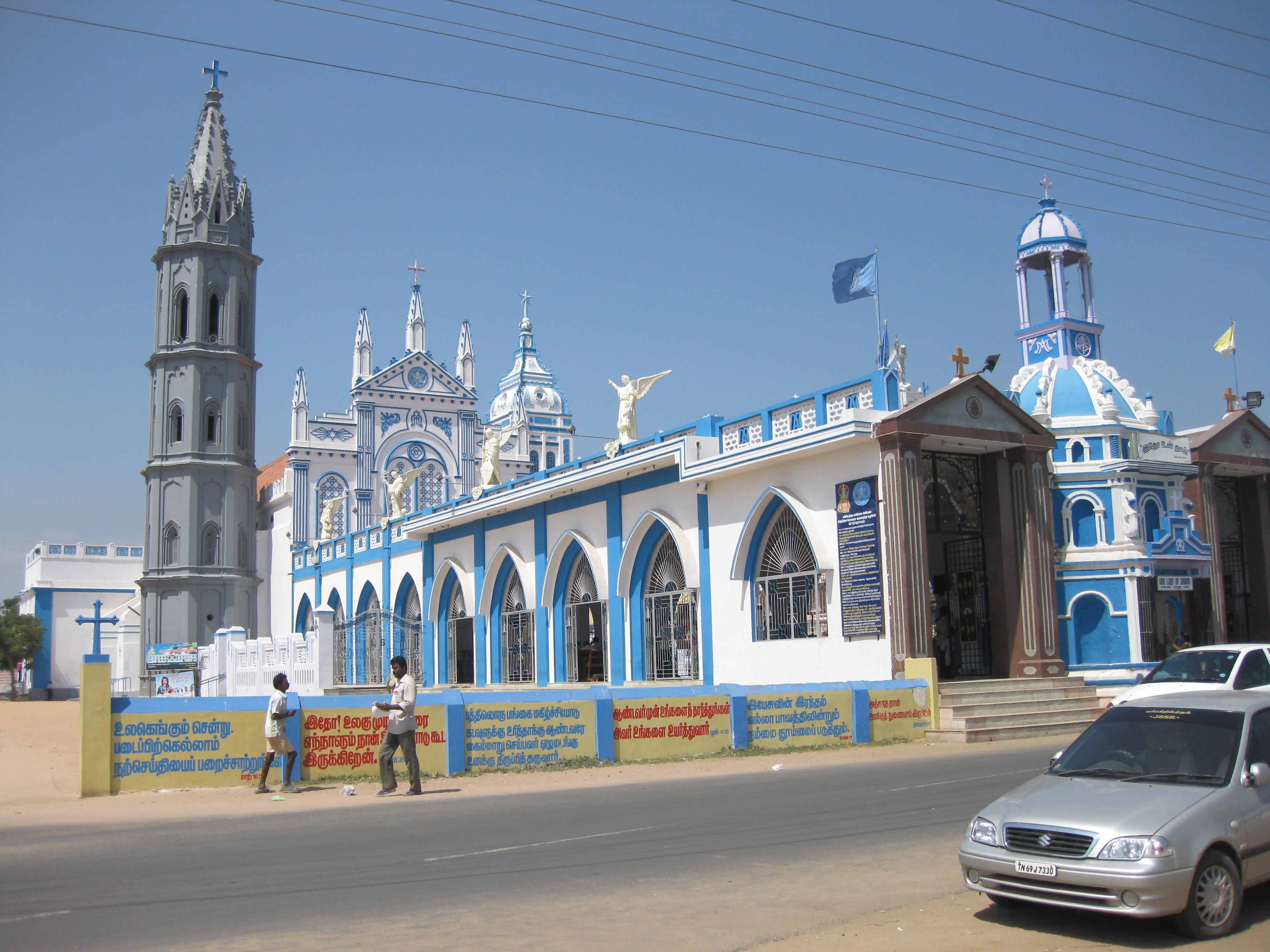
Our Lady of Snows-basiliek in Thoothukudi
Bisschop Stephen Antony Pillai (2019-heden)
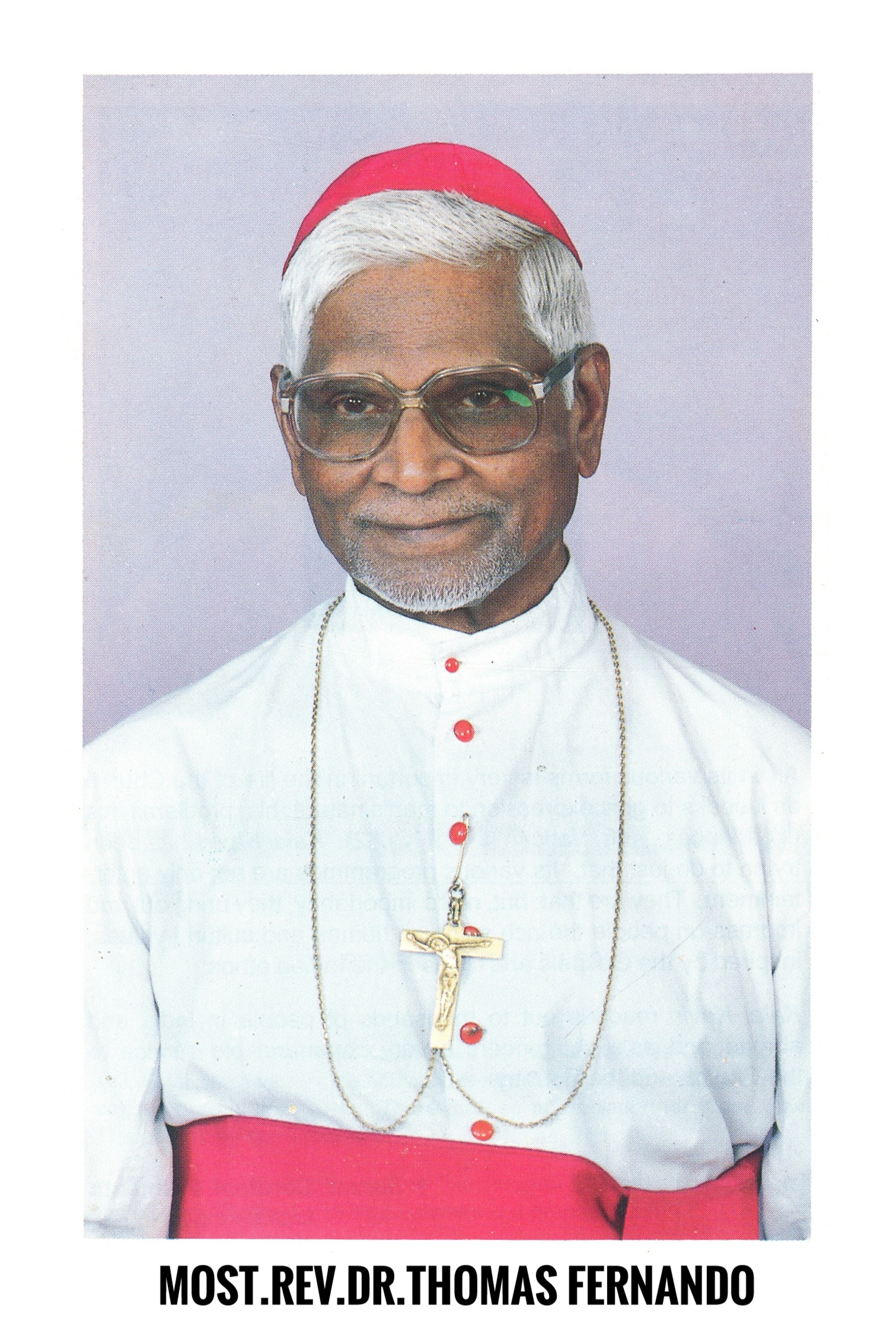
Bisschop Thomas Fernando (1953-1970)
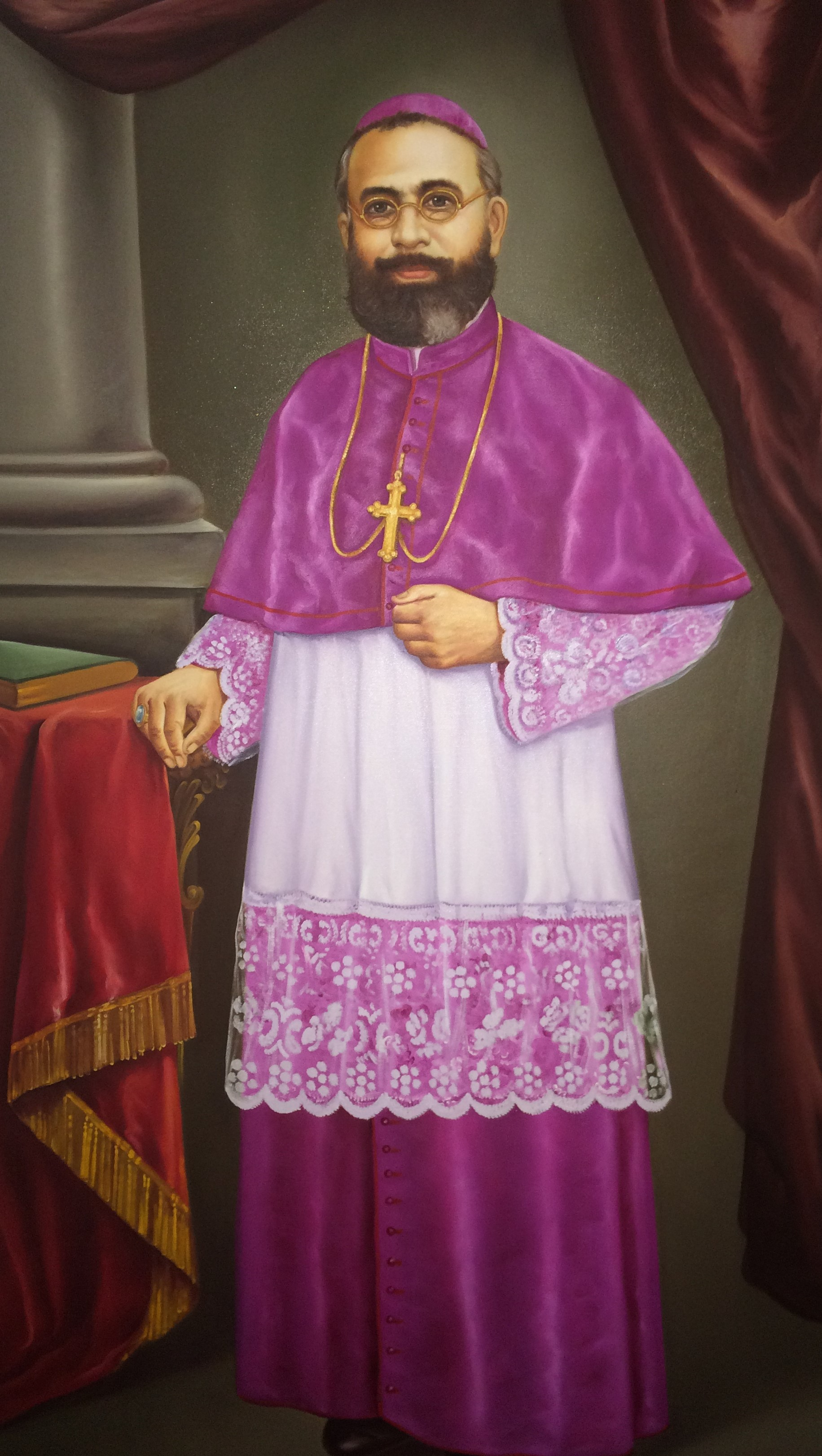
Bisschop Francis Tiburtius Roche (1923-1953), de eerste bisschop

Madurai (aartsbisdom) · Dindigul · Kottar · Kuzhithurai · Palayamkottai · Sivagangai · Tiruchirapalli · Tuticorin